# Siamanto
Siamanto (in armeno  Սիամանթո?), pseudonimo di Atom Yarjanian (in armeno Ատոմ Եարճանեան?; Ağın, 1878 – 1915), è stato un poeta, scrittore e giornalista armeno.

## Biografia
Nacque nella città di Ağın (in lingua armena Ակն) sulle rive del fiume Eufrate e visse qui fino all'età di 14 anni. Poi si trasferì a Costantinopoli dove studiò all'Istituto Nersesian dove dimostrò interesse per la poesia. Il direttore della scuola lo incoraggiò a continuare gli studi per sviluppare il suo talento e gli affibbiò lo pseudonimo di Siamanto, che Atom utilizzò per il resto della sua vita.
Siamanto proveniva da una famiglia della medio-alta borghesia che si trasferì a Costantinopoli (oggi Istanbul) nel 1891, dove egli continuò i suoi studi presso l'istituto Berberian. Si laureò nel 1896, nel corso dello stesso anno dei sanguinosi massacri Hamidian. Come molti altri intellettuali armeni, lasciò il paese per paura di persecuzioni. Finì in Egitto dove cadde in depressione a causa della strage dei suoi compagni armeni perpetrata dalle autorità ottomane.
Nel 1897, si trasferì a  Parigi dove si iscrisse alla facoltà di lettere presso la prestigiosa Sorbona essendo affascinato dalla filosofia e letteratura mediorientale. Dovette assoggettarsi ad espletare diversi lavori per proseguire i suoi studi a causa della sua difficile situazione finanziaria. Sviluppò molti legami con noti personaggi armeni dentro e fuori Parigi e si dedicò alla lettura delle migliori opere del suo tempo, in francese e in armeno.
Da Parigi si trasferì a Ginevra in Svizzera dove collaborò con il quotidiano Droshak. Le sue prime opere poetiche vennero pubblicate in questo giornale sotto i titoli di eroicamente e canzone dei cavalieri. Il giornale era stato fondato al di fuori dell'impero ottomano in modo che potesse liberamente condannare le autorità turche e cercare di ottenere l'attenzione internazionale sulla condizione degli armeni. Il giornale fu molto critico sull'operato del governo ottomano chiedendo parità di diritti per gli armeni e maggiore autonomia. Siamanto si unì alla causa e credeva fermamente in una Armenia libera dall'oppressione turca. Da allora in poi molte delle sue opere e poesie ebbero carattere patriotico.
Siamanto si ammalò nel 1904 di polmonite. Venne curato in un ospedale di Ginevra e, infine, pienamente guarito. Nei successivi quattro anni visse in diverse città europee come Parigi, Zurigo e Ginevra. Nel 1908, insieme a molti altri armeni, tornò a Costantinopoli. La ragione del loro ritorno era stata il cambiamento nel governo ottomano a seguito della promulgazione della nuova Costituzione. Liberato dal timore della persecuzione, tornò in Turchia, ma nel 1909 il governo turco chiarì che gli armeni non erano al sicuro a seguito del massacro di Adana. Siamanto, ancora una volta profondamente colpito dallo spargimento di sangue, scrisse il suo famoso Notizie del mio amico sanguinante.

## La morte
Nel 1910 emigrò verso gli Stati Uniti dove fondò e promosse la rivista Homeland (Hayrenik Armenian: Հայրենիք). Tre anni più tardi si trasferì nuovamente, questa volta nella città di Tbilisi. Lungo la strada visitò molti luoghi storici e simboli dell'Armenia come il Monte Ararat, il Khor Virap ed Echmiadzin.
Nel 1915 venne ucciso dagli Ottomani durante il genocidio armeno.

## Stile narrativo
Siamanto è stato un pioniere della poesia armena. Il suo stile era nuovo e unico, e il metodo eccezionale. I suoi temi erano molto cupi e ha trattato a lungo la morte, la tortura, la perdita, la miseria e il dolore, scene di massacri, esecuzioni per impiccagione, strade insanguinate, saccheggi nei villaggi. In altre parole le sue opere erano tutte inerenti alle stragi di uomini e donne armeni. La sofferenza del suo popolo lo tormentava continuamente. Dai diari e dai suoi testi poetici sappiamo che trascorreva molte notti insonni pensando a coloro che perivano. Scrivere del loro destino era il suo modo di affrontare il dolore e fare in modo che la loro morte non passasse sotto silenzio. La vita per gli armeni era diventata desolante sotto il dominio ottomano e le opere di Siamanto descrissero ciò molto bene.
Tuttavia, le sue poesie e scritti vanno oltre il dolore. Ha scritto sulla speranza, la libertà dall'oppressione, e la possibilità di un futuro migliore. Le sue idee si spinsero anche su temi rivoluzionari. Siamanto aveva due facce nella sua scrittura: una quella della lamentazione e del cordoglio, l'altra quella della resistenza. E fu da questa ideologia di resistenza che le sue convinzioni anarchico rivoluzionarie si accrebbero sempre più. Era convinto che la strada per la salvezza del suo popolo passava attraverso la lotta armata. Sperava di accendere lo spirito rivoluzionario nelle nuove generazioni di armeni e di far loro capire che l'indifferenza e l'inerzia non li avrebbe salvati da morte certa. Era così incentrato su questi temi che raramente scrisse di sé, della sua vita personale, dell'amore, o di argomenti gioiosi.
Siamanto aveva una fantasia molto vivace. Le immagini da lui create a volte possono anche apparire un po' fuori dal comune. Spesso il suo stile risultò avere accenti pedagogici, incentrati su temi simbolici forse legati ad ambienti esoterici. Le sue opere danno una chiara immagine dello spirito che esisteva al momento in molte menti della popolazione armena.

## Opere
- Tuitsaznoren, (Դիւցազնօրէն) fu scritto a partire dal 1897 e stampato nel 1902 a Parigi. Era un libro sulle difficoltà degli armeni che vivevano sotto il dominio ottomano. In esso, Siamanto incoraggiava i giovani a difendere i loro diritti e la parità nella richiesta di giustizia.
- Hyevortiner, (Հայորդիներ) è stato scritto tra il 1902 e il 1908 e comprende tre volumi. Il primo pubblicato nel 1905 affronta il dolore profondo e il lutto che molti hanno dovuto sopportare dopo i massacri hamidiani e altre atrocità turche.
- Hokevarki ev huysi Chaher, (Հոգեվարքի եւ յոյսի ջահեր) pubblicato nel 1907 descrive in dettaglio raccapriccianti scene di massacri, di sangue e di angoscia. Ha interpretato i pensieri e i sentimenti delle vittime e il loro tormento ogni giorno più profondo. Il dramma di un intero popolo che può essere vissuto durante la lettura di questo lavoro. L'autore rende con successo il sentimento del lettore per i personaggi.
- Garmir loorer paregames, (Կարմիր լուրեր Բարեկամէս) è stato scritto subito dopo il massacro di Adana del 1909. Si tratta di un lavoro poetico che riflette il dolore che l'autore provava per i suoi connazionali.
- Hayreni hraver, (Հայրենի հրաւէր) è stato stampato e pubblicato negli Stati Uniti nel 1910. In esso il poeta scrive della nostalgia per il suo paese e incoraggia gli armeni che vivono all'estero a tornare alla loro terra natale.
- Soorp Mesrop, (Սուրբ Մաշտոց) è stato pubblicato nel 1913 ed è un racconto di fantasia sulla vita di San Mesrop.
- Entir Erker, Tehran, Sasun Hratarakchutiun, 1983.
- Complete Poems, Delmar (NY), Caravan Books, 1979.
- Amboghjakan Erker, Complete Works, Antelias, Press of the Catholicossate of Cilicia, 1989.
- Արդի հայական գրականութիւն Գ հատոր, (Letteratura Armena Moderna, Volume III), 2003